# J̀
La J con acento grave (Mayúscula: J̀ minúscula: j̀), es un grafema que se ha utilizado en el idioma neerlandés en el dígrafo ij (junto con la ì) para indicar el acento de la sílaba corta. Es la letra J diacritizada con acento grave.

## Uso
Antes de que la ortografía neerlandesa estandarizada de 1996 usara solo el acento agudo para indicar el acento tónico, el acento grave podía usarse en la letra vocal, la primera letra o dos de las vocales escritas con varias letras.  Algunos autores han utilizado la j con acento grave en el dígrafo Ĳ con dos acentos graves que representan una vocal corta acentuada.

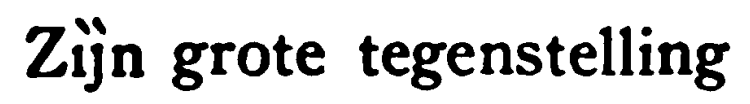
la J con acento grave en Zìj̀n grote tegenstelling en el artículo “Richard van St. Victor” de JM Schalij publicado en 1943.
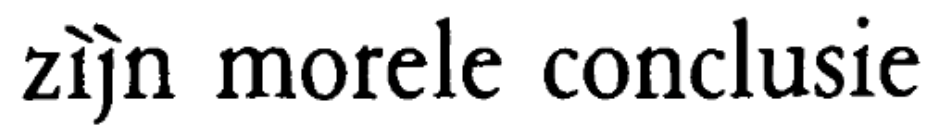
El j acento grave en zìj̀n morele conclusie, "sa conclusión moral", en una edición de Twee zeevaart-gedichten de J. van den Vondel comentado por Marijke Spies, publicado en 1987.
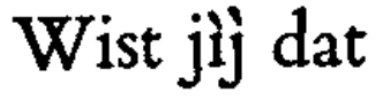
la j con acento grave en ¿Sabías que [pa bebía coñac, pregunté]., baile Dos reinas y un príncipe público en 1984.

## Codificación
La J con acento grave se puede representar en Unicode usando los siguientes caracteres:
| forma     | representación | Puntos de código | descripción                               |
| --------- | -------------- | ---------------- | ----------------------------------------- |
| mayúscula | J̀              | U+004A U+0300    | Letra mayúscula latina J con acento grave |
| minúscula | j̀              | U+006A U+0300    | Letra minúscula latina J con acento grave |